# Convergence évolutive
| |  |  |
| L’oiseau-mouche (à gauche) et le moro-sphinx (Lepidoptera, Sphingidae) (à droite) ont en commun un bec et une trompe de longueur adaptée pour puiser le nectar et une capacité au vol stationnaire. |  |  |

La convergence évolutive (ou évolution convergente) est le résultat de mécanismes évolutifs ayant conduit des espèces, soumises aux mêmes contraintes environnementales (niches écologiques similaires), à adopter indépendamment plusieurs traits physiologiques, morphologiques, parfois comportementaux semblables.
Plus généralement, ce terme, en seconde position, s’applique aussi à l’évolution d’autres systèmes adaptatifs comme les groupes humains ou les civilisations.

## Évolution convergente en biologie
En biologie de l’évolution, la convergence ou homoplasie est la présence chez deux espèces de caractères analogues, d’une même adaptation, mais qui n’a pas été hérité d’un ancêtre commun. Elle résulte de deux évolutions indépendantes dans un même type d’environnement. Elle ne doit donc pas être confondue avec la symplésiomorphie qui désigne, au contraire, une similarité due à un ancêtre commun.
La convergence évolutive est interprétée comme le résultat d’une évolution vers une même réponse au sein de deux taxons soumis à un même problème adaptatif, qu’il s’agisse d’une pression de sélection naturelle ou sexuelle.
Dans certains cas, les différences entre deux espèces convergentes peuvent être assez faibles à première vue, et conduire à des erreurs de classification phylogénétique. Ainsi, ce n’est qu’en 1693 que le naturaliste John Ray établit que les cétacés appartiennent bien à la classe des mammifères malgré une forte ressemblance avec les poissons due à des évolutions convergentes ayant mené, dans les deux cas, à une adaptation au milieu aquatique.
En outre, il ne faut cependant pas confondre l'évolution convergente avec celle de l'évolution parallèle : en effet, si les deux types se ressemblent dans la mesure où elles rendent compte d'évolutions d'organismes qui développent des caractéristiques similaires, l'évolution parallèle rend compte de l'évolution d'organismes dans des lieux et des conditions identiques en même temps, tandis que l'évolution convergente rend compte de l'évolution d'organismes dans des lieux, des conditions et des périodes de temps différentes.

### Quelques exemples de caractères convergents liés à l’adaptation
L’une des principales sources d’adaptations convergentes est liée à la place occupée par les espèces dans la chaîne alimentaire. Au bas de la chaîne, les herbivores développent un appareil digestif très spécifique leur permettant de digérer les fibres végétales. Le faible apport calorique de leur nourriture les oblige à passer plus de temps à manger et à avoir des intestins plus longs. On retrouve aussi parmi les prédateurs des évolutions convergentes liées aux spécificités de l'écosystème et à la technique de chasse (à l’affût, à la course, etc.) : au sein des oiseaux (rapaces nocturnes), des mammifères aquatiques (cétacés) ou des mammifères volants (chauve-souris) on retrouve ainsi des capacités d'écholocation apparues indépendamment.

#### Morphologies convergentes: les nageoires
La forme hydrodynamique et les nageoires sont apparues chez de nombreux animaux de façon totalement indépendante : bien évidemment chez les poissons, comme avec le requin, et chez les ichtyosaures (reptiles marins aujourd’hui disparus) mais aussi chez les tortues marines et les oiseaux manchots ainsi que dans trois ordres différents parmi les mammifères aquatiques : les carnivores (2 fois : chez les pinnipèdes, dont les otaries, et chez certaines loutres) apparentés au chien, les cétacés (comme le grand dauphin) apparentés à l’hippopotame et les siréniens apparentés à l’éléphant. Cette évolution morphologique analogue est liée au fait que la force de trainée exercée par l’eau sur un corps en mouvement est diminuée pour des profils en forme d’ogive. Puisque toutes ces espèces sont soumises à cette même contrainte hydromécanique, elles ont, chacune de son côté, évolué vers une solution adaptative très similaire au problème des déplacements en milieu aquatique. Ce mécanisme était désigné par le prix Nobel Jacques Monod sous le nom de téléonomie dans son ouvrage Le Hasard et la Nécessité.
| Le hareng est un poisson osseux. | Les ichthyosaures étaient des reptiles. | Les manchots à jugulaire sont des oiseaux aquatiques. | Les cétacés appartiennent au sous-ordre des Cétancodontes, qui comprend également les hippopotames. | Les siréniens (dugong) constituent un ordre qui leur est propre. |
|                                  |                                         |                                                       | |                                                                  |

#### Morphologies convergentes: la disparition des membres
Certains modes de vie rendent les membres superflus, leur disparition permettant de mieux se faufiler dans les terriers, sous l'humus ou dans les dédales rocheux. Ainsi, un grand nombre d'animaux non apparentés ont évolué vers la forme « serpent » (ou « ver ») sans pour autant faire partie de ce groupe. 

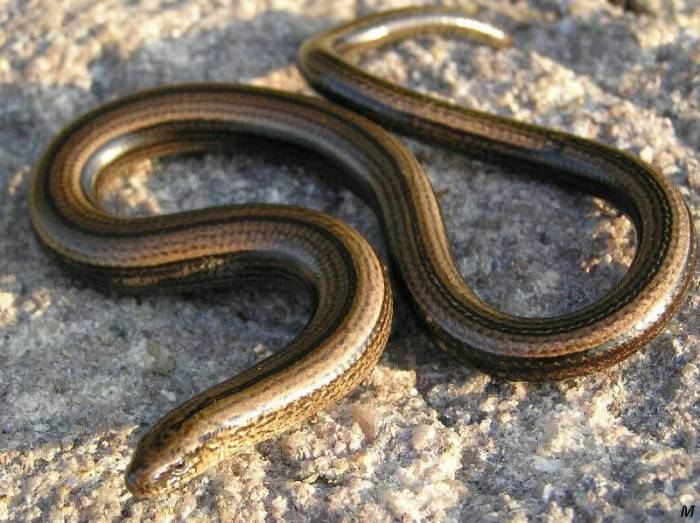
Un orvet (Anguis fragilis), qui fait partie des lézards.
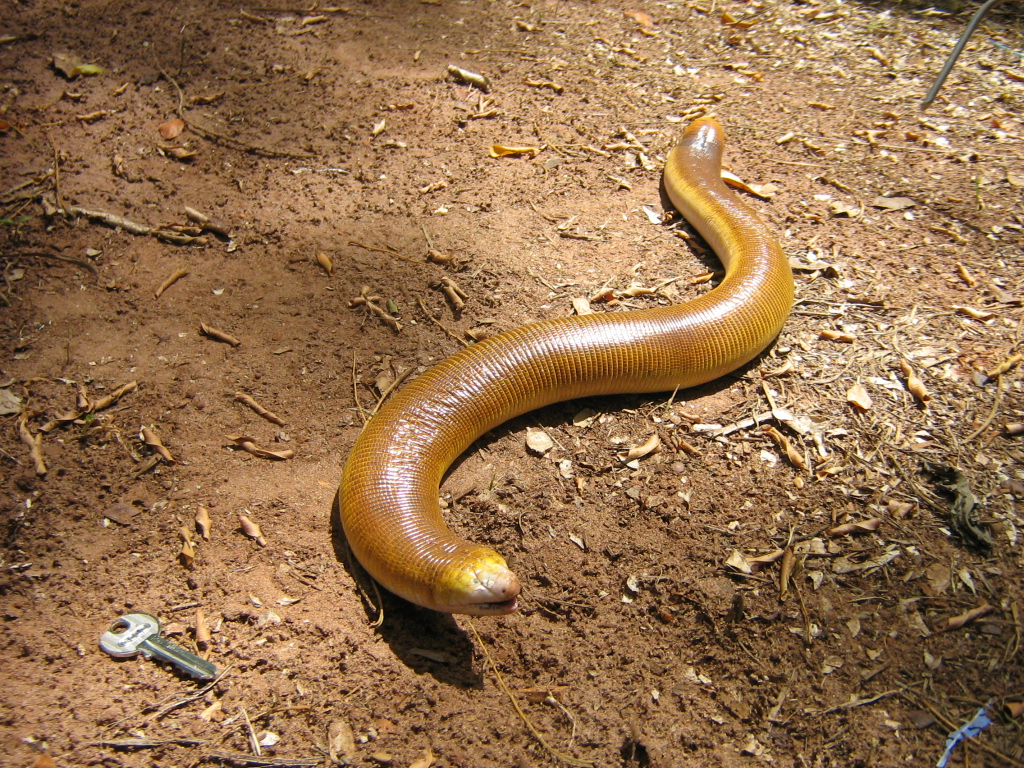
Un amphisbène Amphisbaena alba (autre groupe de reptiles)
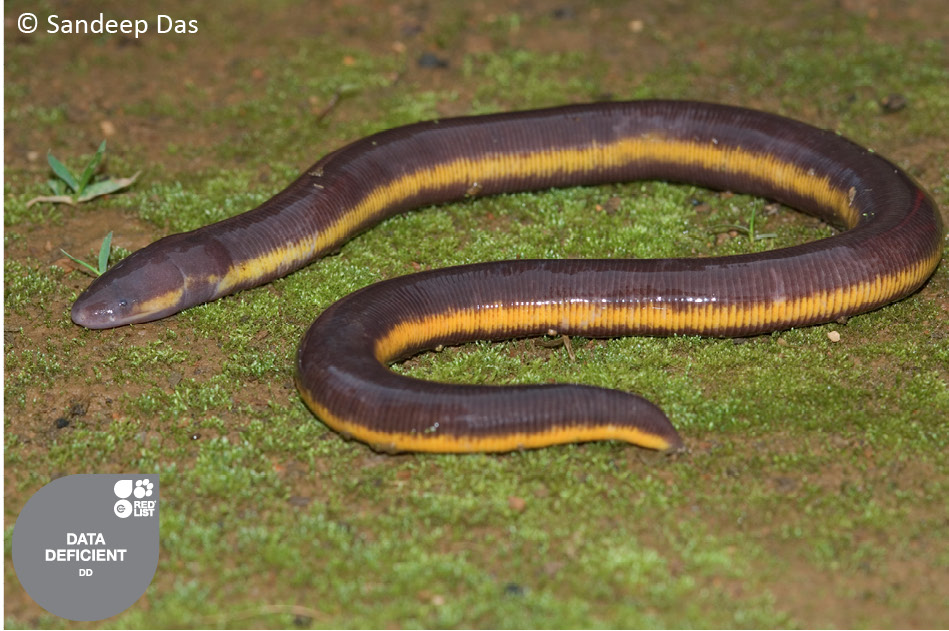
Une cécilie (Ichthyophis longicephalus), qui fait partie des amphibiens.
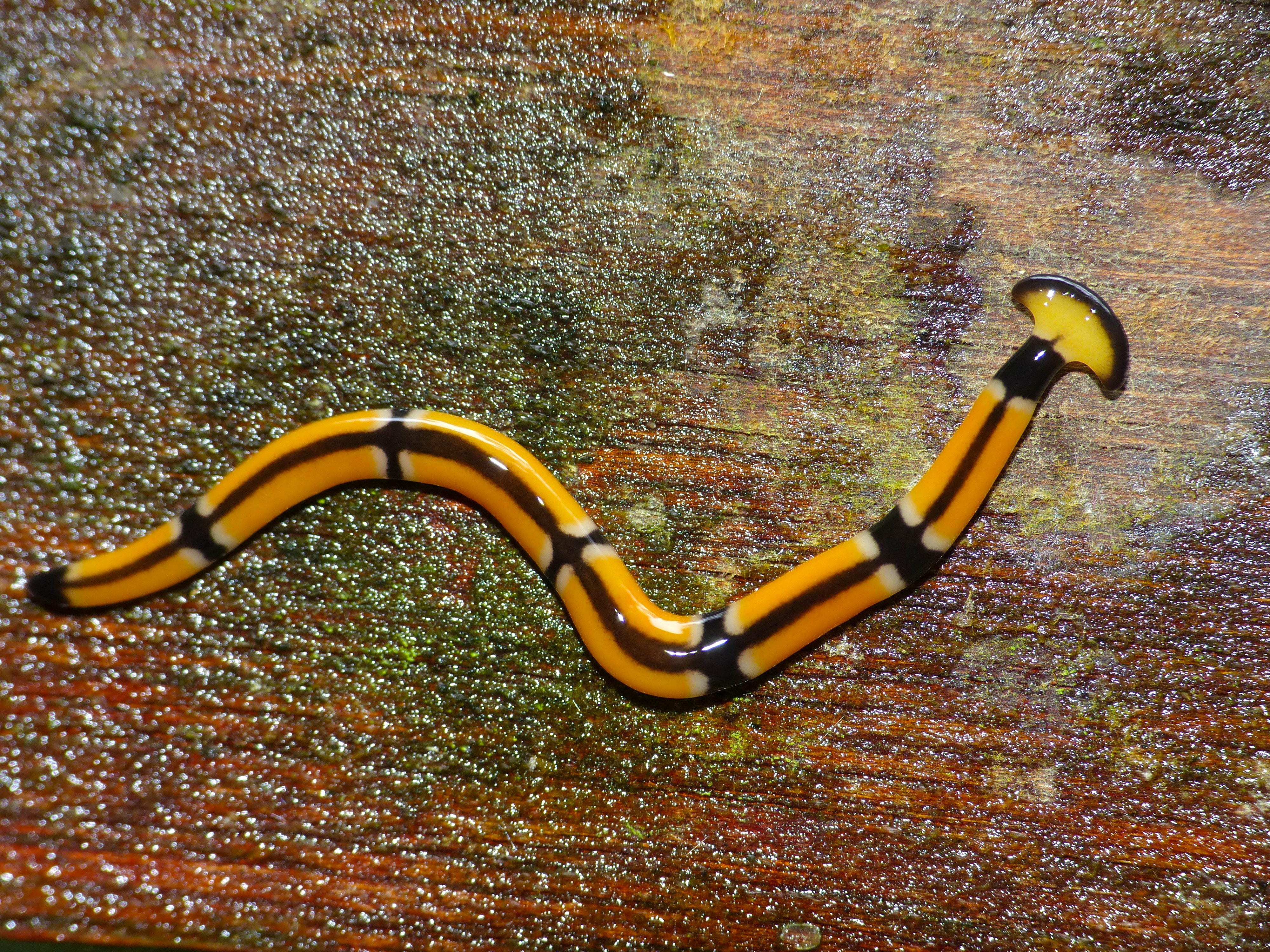
Un planaire (Bipalium sp.), qui fait partie des Plathelminthes.
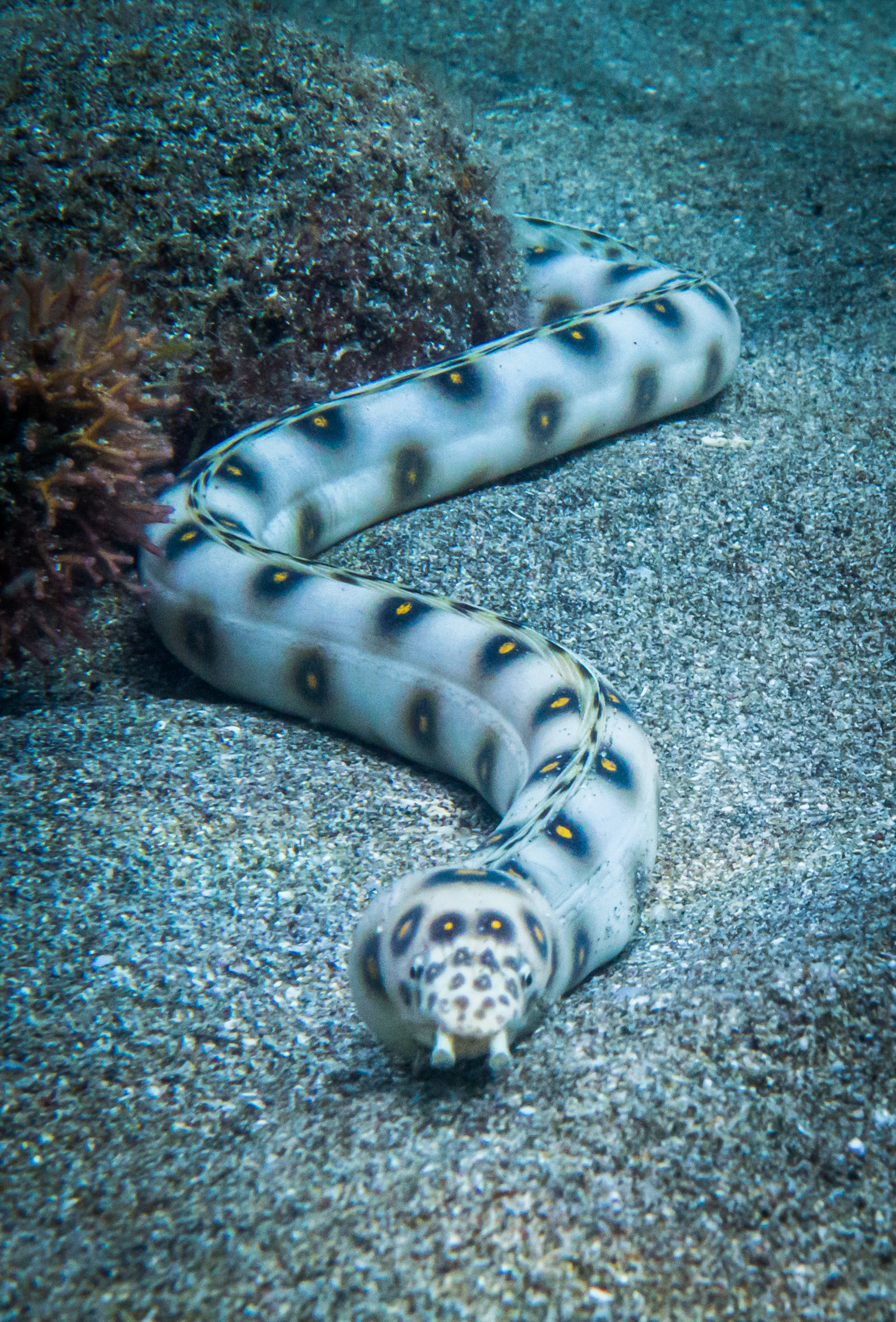
Une anguille-serpent (Myrichthys ocellatus), qui fait partie des poissons.
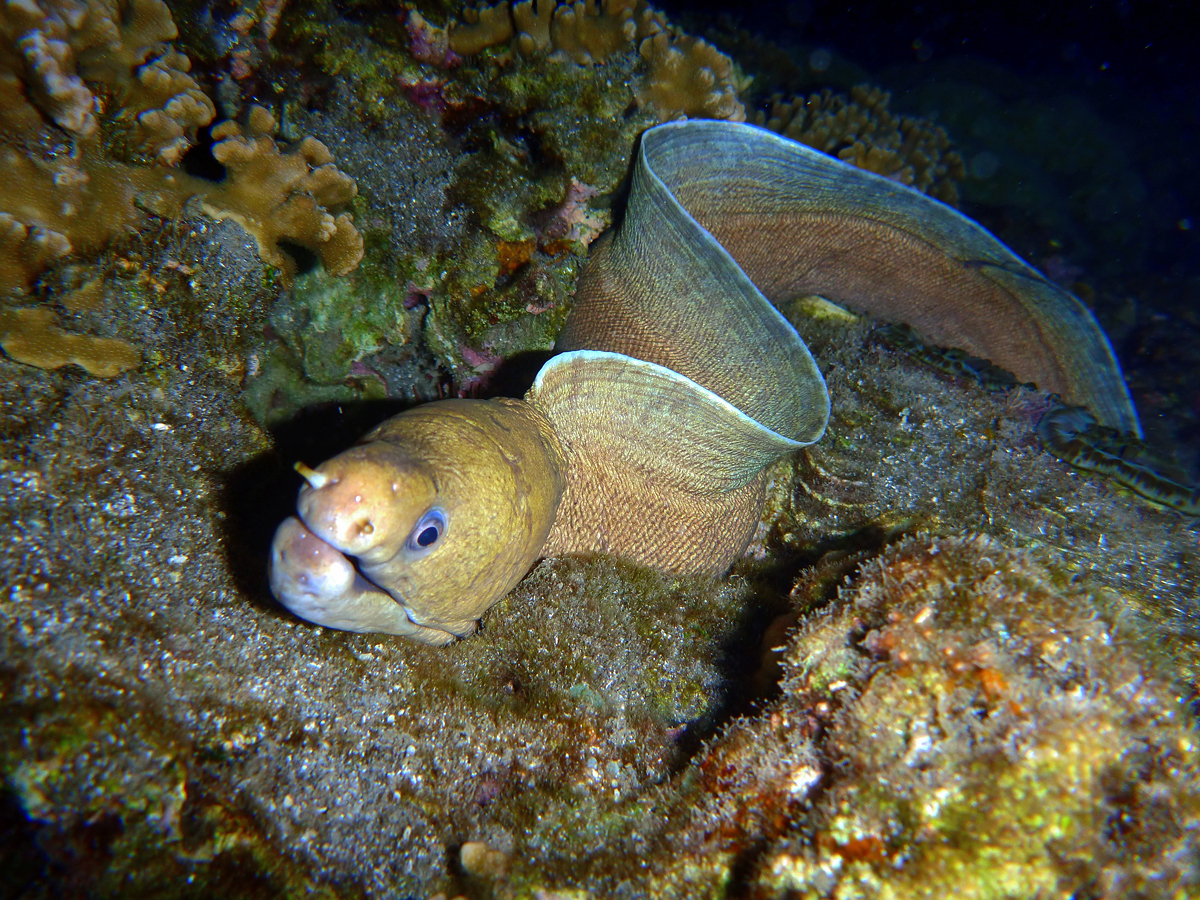
Une murène (Enchelycore schismatorhynchus), qui fait partie des poissons.
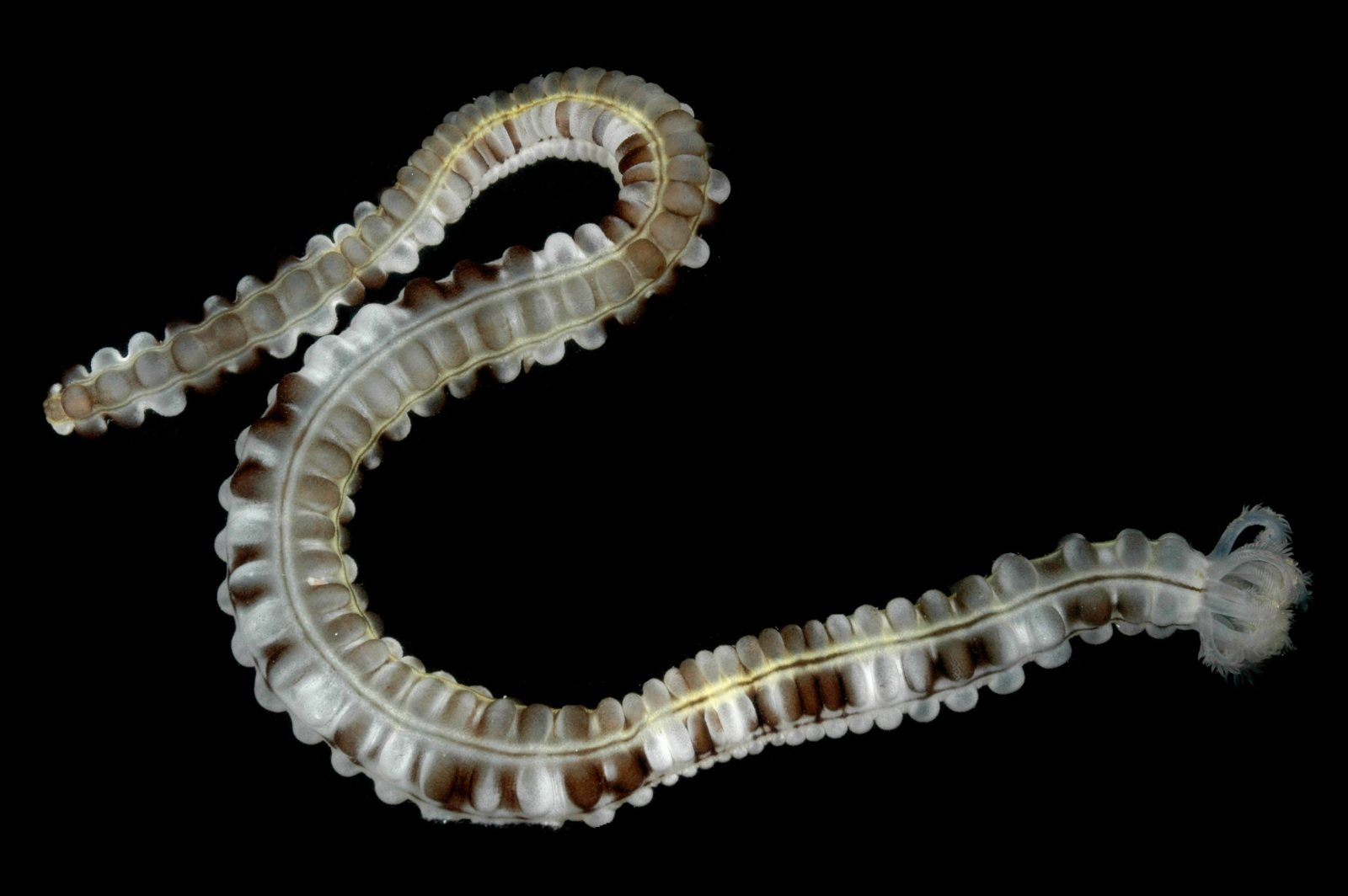
Une holothurie apodide (Euapta godeffroyi), qui fait partie des échinodermes.
Némerte (Lineus longissimus), un ver.

#### Morphologies convergentes: la carcinisation
On appelle « carcinisation » la tendance de nombreux groupes d'arthropodes à évoluer vers une forme de crabe. 

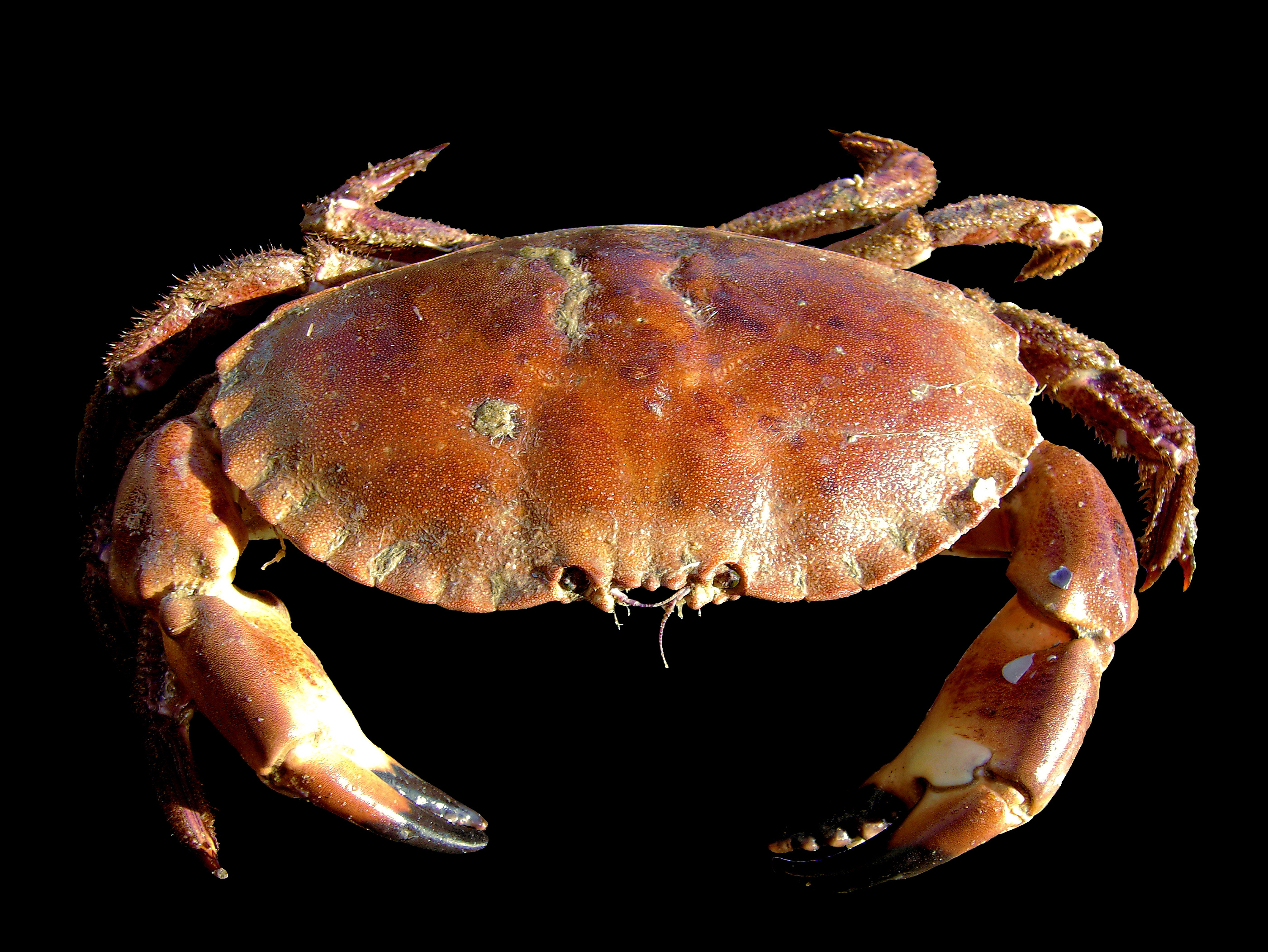
Tourteau (Cancer pagurus), un crabe « classique » (clade des Brachyura)
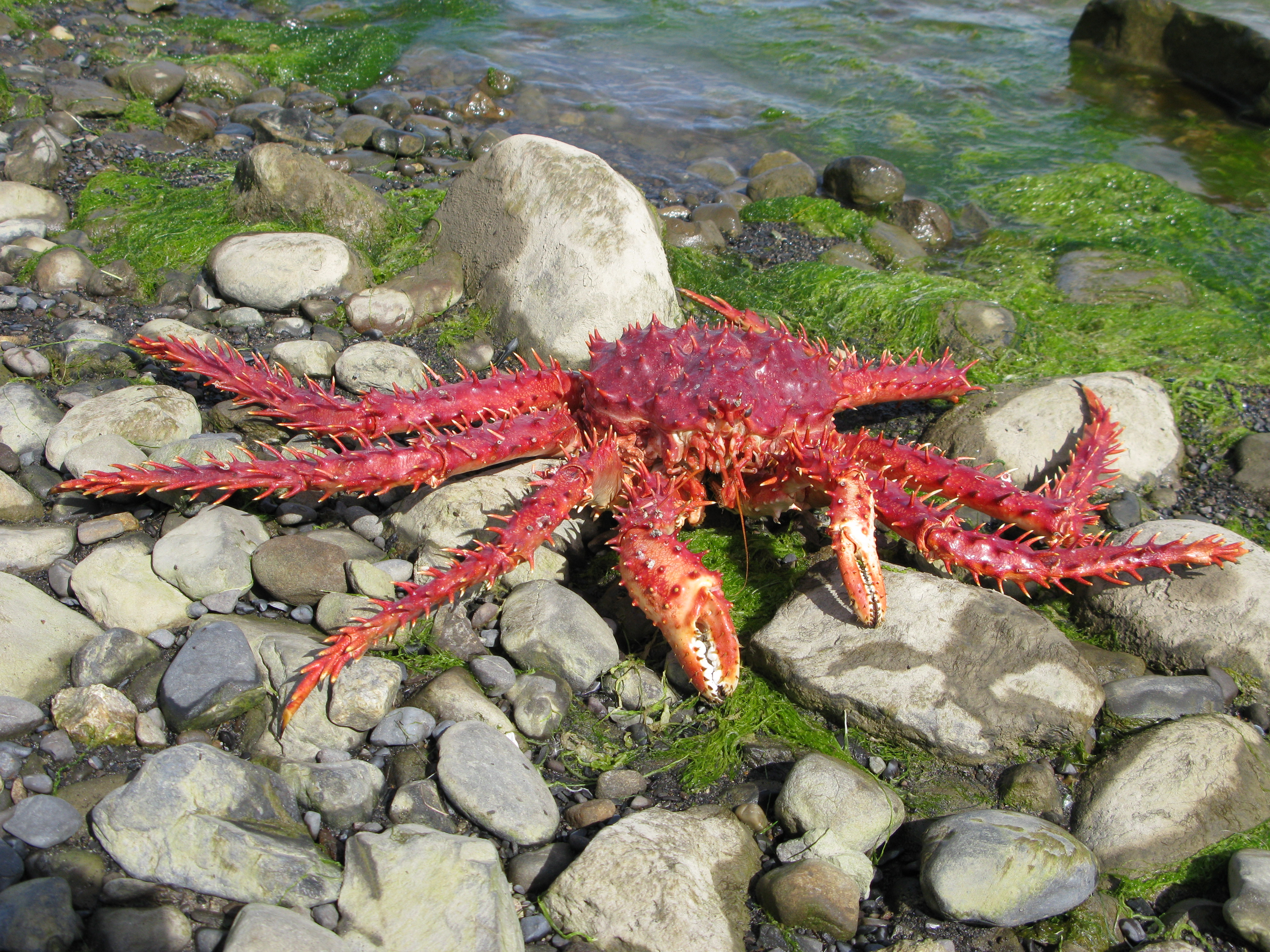
Un « crabe royal » (Lithodes santolla), crustacé anomoure
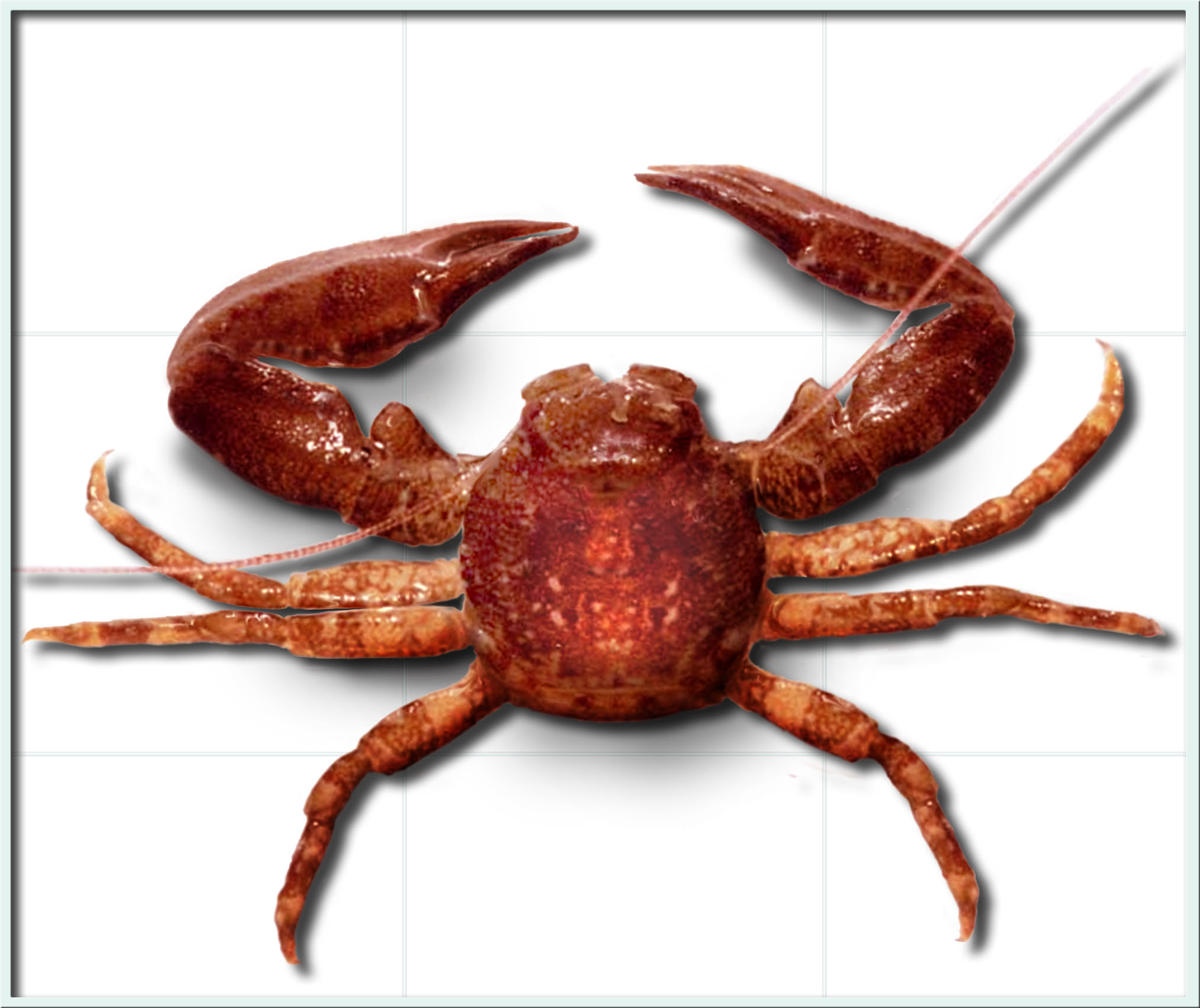
Un « crabe porcelaine » (Pisidia longicornis), du groupe des galathées
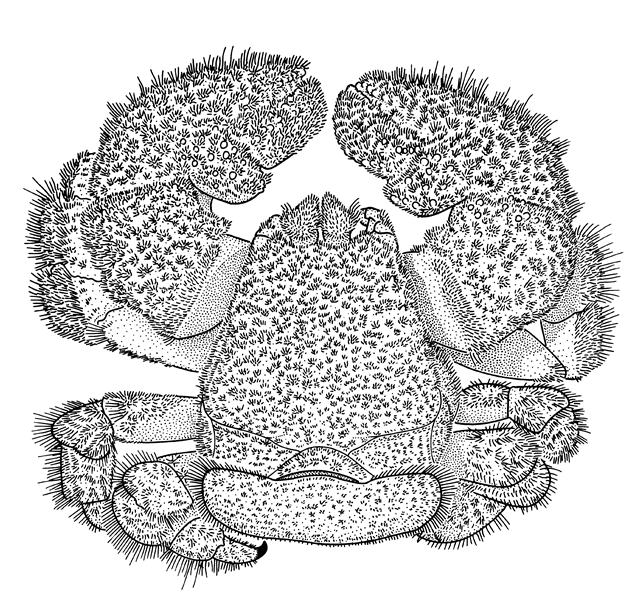
Lomis hirta, espèces isolée d'un groupe ancien de crustacés anomoures
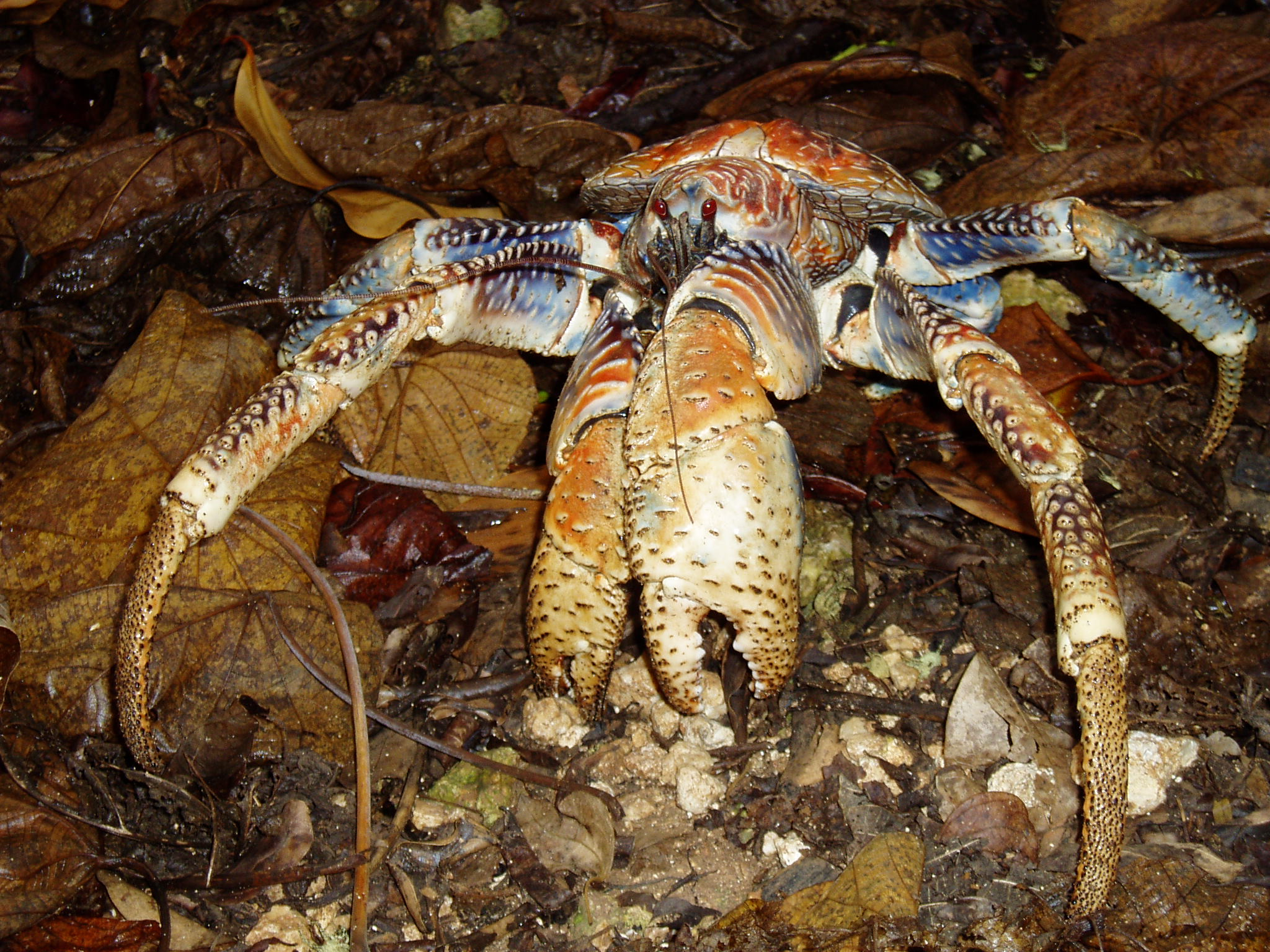
Un « crabe des cocotiers » (Birgus latro), en fait un bernard-l'ermite sans coquille
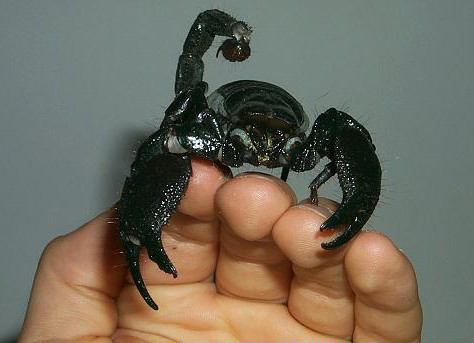
Pandinus imperator, un scorpion
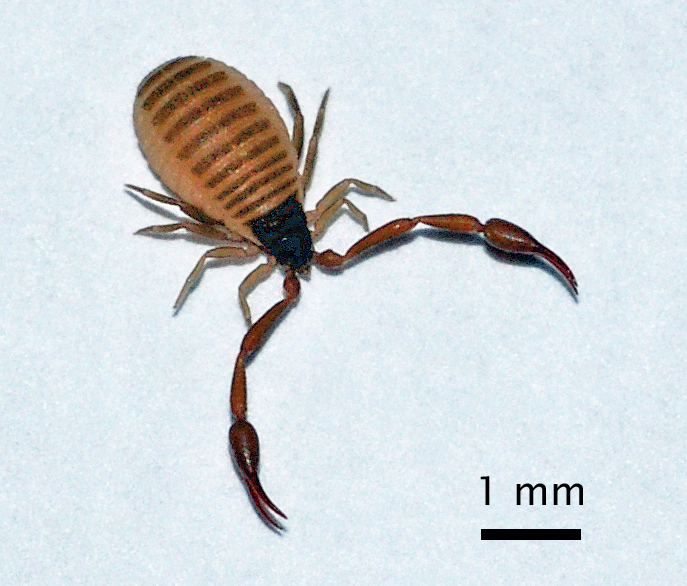
Chelifer cancroides, un pseudoscorpion

#### Autres exemples de morphologies convergentes
En plus des exemples illustrés ci-dessus, on peut citer de nombreux autres exemples de convergence évolutive :
- La comparaison des marsupiaux d’Océanie avec les mammifères placentaires du reste du monde révèle des cas d’évolution convergente typiques : on trouve ainsi un « loup marsupial », très semblable aux canidés comme le loup, ou des « souris marsupiales » dont la morphologie évoque fortement celle des souris, etc.

| Le loup de Tasmanie ressemblait au chien dont il a la morphologie, c’est pourtant un marsupial. | Le chacal doré (Canis aureus) est un vrai canidé de la classe des mammifères placentaires. |
|                                                                                                 |                                                                                            |

- Comme autres exemples de convergence évolutive entre les mammifères placentaires et marsupiaux, on note aussi le chat marsupial pour les petits félins comme le chat domestique, le phalanger volant avec l'écureuil volant mais aussi le thylacosmilus avec le smilodon, deux prédateurs préhistoriques possédant des canines longues.
- Chez les oiseaux, on peut constater une frappante évolution convergente entre le condor (de la famille des cathartidés) et par exemple le vautour fauve (de la famille des Accipitridés). Ces deux familles de charognards occupant une même niche écologique, elles ont développé des caractéristiques physiques semblables : le cou long et la tête nue adaptés au dépeçage des carcasses, ou encore de grandes ailes adaptées au vol plané en quête de nourriture. On retrouve aussi cette caractéristique chez le marabout et le jabiru.
- La morphologie similaire des pattes antérieures de la taupe (mammifère) et de la courtilière (insecte) est une adaptation convergente à la vie fouisseuse. La taupe et la courtilière ont des pattes antérieures larges et puissantes pour creuser la terre, mais ces deux espèces ne sont pas du tout de la même famille et même pas de la même classe. Au sein des mammifères, on retrouve plusieurs exemples de convergences évolutives pour un mode de vie fouisseur : les taupes dorées (chrysochloridés) sont en réalité assez éloignées des taupes (talpidés) et les taupes marsupiales (notoryctidés) sont même phylogénétiquement plus proches des koalas et des kangourous que des taupes.
- Chez les hippopotames et les crocodiles, les yeux et les narines sont positionnés sur le sommet du crâne ce qui leur permet de voir et de respirer lors de leurs déplacements sous la surface de l’eau. Ce trait morphologique n’est pas hérité d’un ancêtre commun mais a évolué de façon indépendante chez ces reptiles et ces mammifères.
- Chez les insectes, un exemple d’évolution convergente est fourni par la ressemblance morphologique entre le mantispe et la mante religieuse. On peut également citer une convergence évolutive entre les lépidoptères Papilionidae et les lépidoptères Epicopeiidae.
- Les ostracodes, les lamellibranches, et les brachiopodes, sont des animaux qui vivent à l’intérieur d’une coquille rigide bivalve, alors qu’ils appartiennent à trois embranchements distincts (respectivement, arthropodes, mollusques, et brachiopodes).
- Les plantes aquatiques ressemblent par leur morphologie aux algues de différents phyllums par convergence évolutive à la vie aquatique. L'adaptation est apparue de façon indépendante chez certaines Angiospermes terrestres qui sont reparties secondairement à la conquête des eaux douces (potamogétonacées, hydrocharitacées, utriculaires, etc.) ou même des eaux marines (zostéracées, posidoniacées).
- Les plantes grasses ou plantes succulentes sont adaptées aux climats et aux sols les plus secs. Elles sont issues par convergence de familles très diverses : cactées, aizoacées, euphorbiacées, portulacacées, asclépiadacées, composées, etc.
- La forme aérodynamique et les ailes sont un exemple d'évolution convergente que l'on retrouve chez les oiseaux, les ptérosaures et les chauve-souris (voir tableau ci-contre à droite).  Cet exemple est à rapprocher de celui de hydrodynamique représenté par le dauphin, l'ichtyosaure et le requin, qui présente une morphologie similaire.Ailes comparées chez les ptérosaures, les chauve-souris et les oiseaux

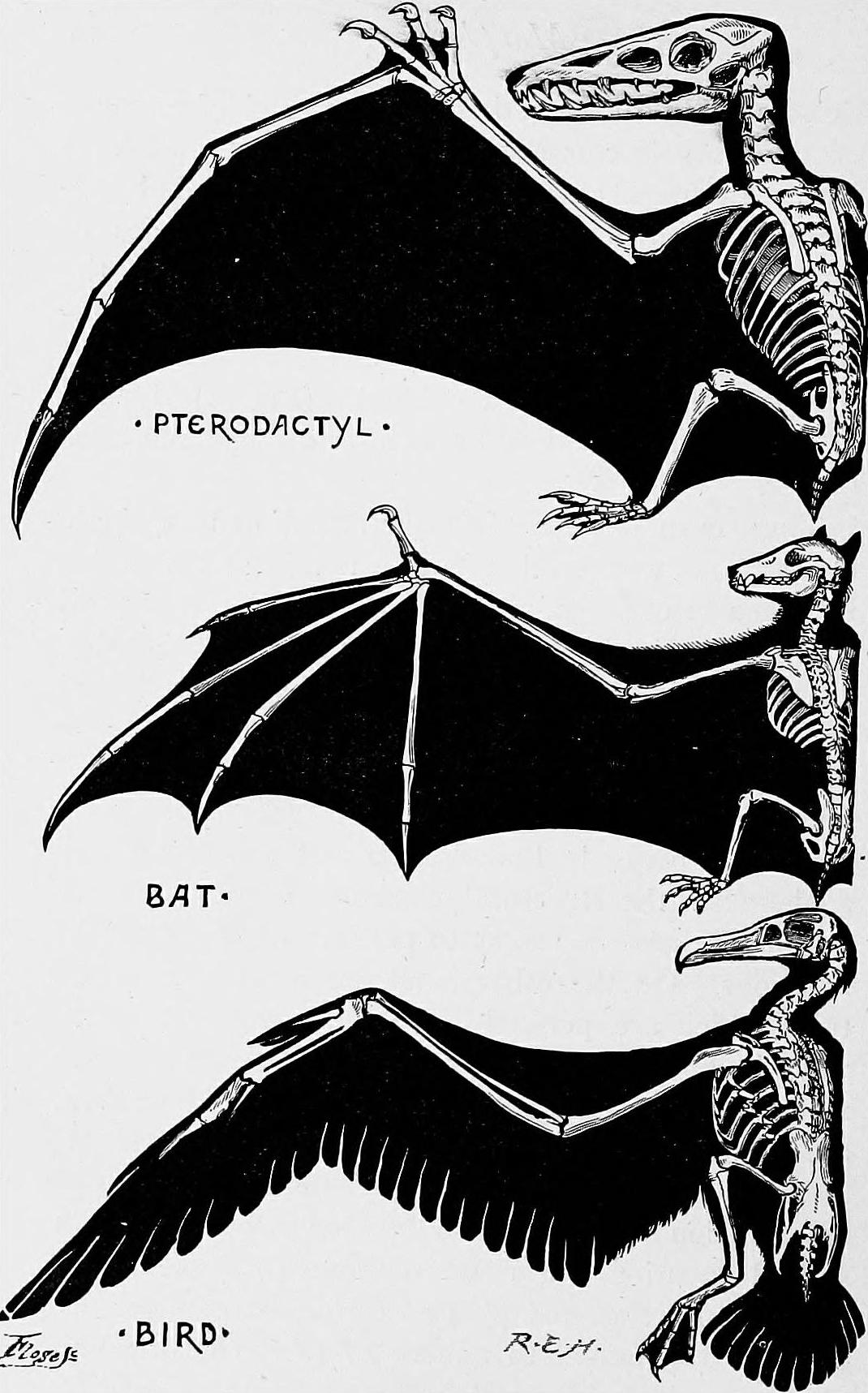
Ailes comparées chez les ptérosaures, les chauve-souris et les oiseaux

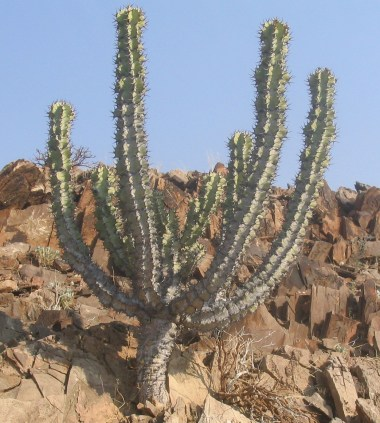
Un pourcentage significatif d'euphorbiacées sont succulentes, dont certaines, comme ci-dessus, ressemblent étonnamment à des cactées. Ces deux familles ont adopté les mêmes stratégies face au stress hydrique.

#### Physiologies convergentes
Les adaptations du derme, de l'épiderme à l'environnement sont des exemples frappants de convergences évolutives à travers de nombreux taxons même éloignés. L'accumulation de graisse sous-cutanée s'est produite dans de multiples taxons d'espèces exposées au froid, notamment en milieu aquatique (phoques, cétacés), à l'inverse l'exposition à un air froid s'est traduit par une pression de sélection vers un pelage fourni et isolant : ours blanc, panthère des neiges, renard polaire, lièvre arctique, etc.
Les deux types d'yeux à cristallin des Vertébrés (à rétine inversée) et des Céphalopodes (à rétine directe) représentent des adaptations convergentes à la vision.
Les cornes des rhinocéros et des cératopsiens (dont le triceratops) représentent un autre cas de convergence évolutive.

### Convergences comportementales
On retrouve aussi au niveau du comportement que certains animaux de familles différentes adoptent des méthodes et des interactions entre individus similaires voir identiques qui sont adoptés.

#### Évolution convergente de l'eusocialité
On peut retrouver le phénomène de convergence évolutive à l'échelle des sociétés animales. Les colonies d’insectes sociaux et de rats-taupes nus ont un mode d’organisation analogue appelé eusocialité, qui comprend une reine, des reproducteurs et des ouvriers stériles.

#### Comportement grégaire
Il y a aussi des ressemblances dans le comportement grégaire des bancs de poissons, des troupeaux de mammifères, des nuées d'insectes et des vols d'oiseaux. Par exemple, l'étourneau sansonnet et les sardines ou encore les anchois forment des bancs denses afin de mieux se protéger des prédateurs.

## Convergences évolutives dans l'espèce humaine

### Convergences évolutives en génétique humaine
Le patrimoine génétique, qui diffère légèrement selon les groupes humains, peut présenter la marque d'homoplasies. Un exemple est donné par la capacité à digérer le lactose. Alors que la majorité de la population mondiale est, à des degrés divers, intolérante au lactose à l'âge adulte, des groupes ethniques pratiquant traditionnellement l'élevage ne connaissent de baisse de leur capacité à digérer le lactose. Cette capacité est essentiellement répandue d'une part dans les populations européennes où l'élevage est pratiqué depuis le néolithique et d'autre part dans les populations pastorales sahéliennes. Cependant, les mutations génétiques rendant les populations européennes capables de digérer de plus grandes quantités de lactose sont différentes de celles des populations sahéliennes. Ces deux types de mutations sont considérés comme un exemple de convergence dans l'évolution du génome humain,.

### Évolution convergente en sciences sociales
Le concept de convergence évolutive s’inscrit dans le paradigme évolutionniste de l’étude des sociétés humaines[réf. nécessaire]. Dans les approches darwiniennes voire adaptationnistes en ce domaine[réf. nécessaire], les cas de convergence reflètent les pressions de sélection analogues auxquelles sont soumis les groupes humains.

#### Convergences évolutives dans l'histoire humaine
Certaines techniques ont été inventées indépendamment par plusieurs civilisations sans qu’on ait pu montrer qu’elles avaient été transmises par des civilisations antérieures. C’est le cas de l’écriture apparue indépendamment dans les civilisations sumérienne vers 3000 av. J.-C., chinoise vers 1300 av. J.-C. et précolombienne vers 650 av. J.-C.. Il est possible aussi de citer le cas des mathématiques et de l’astronomie qui furent inventées indépendamment par des civilisations eurasiennes et des civilisations précolombiennes.